# Uzza

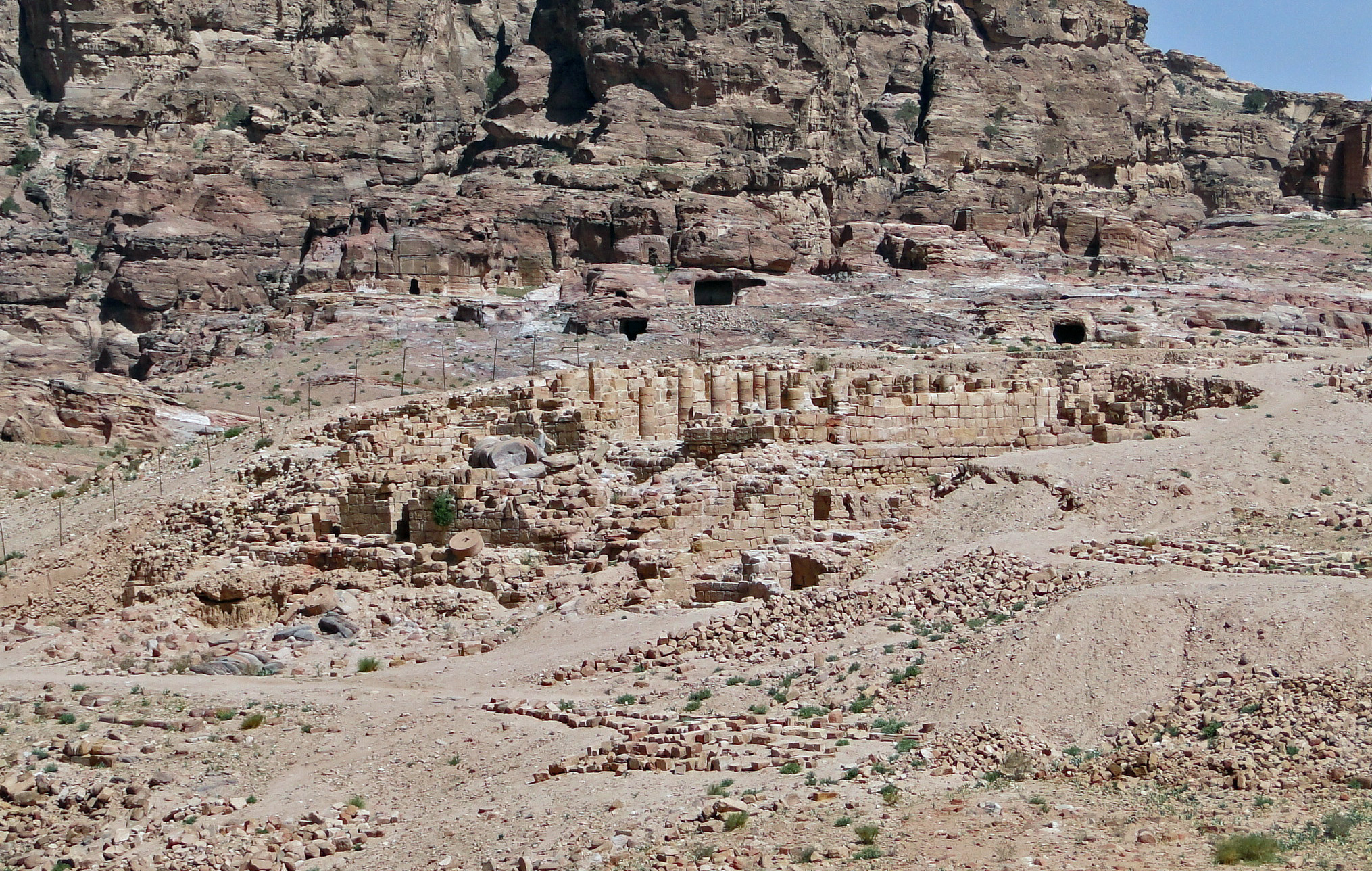
Le Temple des Lions ailés à Pétra, probablement dédié à Uzza.

Mentionnée dans le Coran, Al-‘Uzzā ou Al-‘Ozzā (arabe : العزى  prononcé : /ˈʕʊzzæː/) était une déesse arabe préislamique de la fertilité, l'une des trois divinités les plus vénérées des Arabes avec Allat et Manat. Son nom dérive de la racine arabe ʿZZ au superlatif et signifie la plus puissante. Les Arabes Nabatéens lui rendaient également un culte. Liée à la planète Vénus, elle était chez eux identifiée à plusieurs divinités grecques, romaines ou égyptiennes : Aphrodite, Uranie, Vénus, Cælestis (Junon Cælestis) et Isis. En 1974, un temple probablement dédié à Isis/Uzza a été découvert à Pétra, le Temple des Lions ailés[réf. nécessaire]. 
La plupart des informations que l'on a sur elle proviennent du Livre des idoles (Kitab al-Asnam) de Hicham ibn al-Kalbi :
On lui avait bâti un édifice nommé buss dans lequel les fidèles venaient solliciter des oracles. Le plus important temple d'al-ʿUzza était à Nakhlah, à l'est de la Mecque dans la direction de Taif. Trois arbres sacrés lui étaient consacrés. Elle était très populaire : des enfants étaient prénommés ʿAbd al-ʿUzzā (ʿAbd-al-ʿUzzā semble avoir été un prénom très porté au moment de la naissance de l'Islam) et souvent invoquée dans les serments. 
Le nom al-ʿUzzā était symbole de beauté dans la poésie arabe préislamique. Un extrait d'un de ces poèmes, œuvre de Zayd ibn 'Amr Ibn Nufayl, lui prête par ailleurs deux filles : « Je n'adore pas Al-ʿUzzá et ses deux filles » (en arabe : 
(فلا العزى أدين ولا ابنتـيهـا).
On connaît d'autre part un ex-voto en or offert à la déesse « ʿUzzayan » par un Arabe du Sud pour la guérison de sa fille, Amat-ʿUzzayan (servante de-ʿUzzā)[réf. nécessaire].

## Les trois déesses

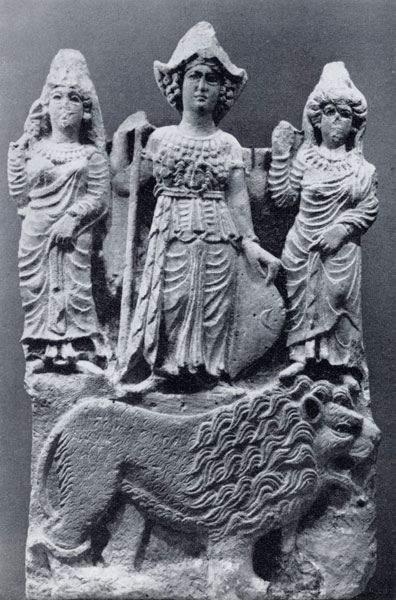
Les déesses Uzza, Allat et Manat sur un lion, d'un relief de Hatra du 2e siècle.

Dans l'ouvrage collectif Le Coran des historiens, Christian Julien Robin cite ce passage qui « a une notoriété universelle grâce aux fameux versets dits « sataniques », reproduits ici entre crochets, qui ont inspiré le romancier britannique Salman Rushdie. Ces deux versets auraient été déclamés, puis abrogés parce qu'ils ne s'accordaient pas avec le monothéisme radical de la prédication muhammadienne. La vulgate ne les reproduit pas, au contraire d'autres versets également abrogés, ce qui souligne la gêne qu'ils ont provoquée ». Les versets suivants sont tirés de la sourate LIII (53) An-Najm ou l'Etoile :
« 19. Avez-vous considéré al-Lat et al-Uzza
20. Et Manat, cette troisième autre?
20. bis [Ce sont les sublimes Déesses
20. ter. et leur intercession est certes souhaitée]
21. Avez-vous le Mâle et Lui la Femelle ! »
Le sens du terme arabe [al-gharānīq] est débattu. Nabih Amin Faris, traducteur du Kitab al-Asnam, y voit le sens métaphorique « femmes de condition supérieure » à partir d'un sens littéral qui serait « grues de Numidie ».
Le Livre des idoles mentionne également ce rôle d'intercession auprès d'Allah dont il les dit filles. On peut penser qu'il s'agissait en fait du dieu Houbal qui est donné dans l'ouvrage comme divinité principale de la Ka'aba. Néanmoins, Ibn al-Kalbi mentionne ailleurs que leur culte aurait été introduit à des époques différentes, leur qualité de sœurs pourrait donc être le résultat d'une association tardive. Allat est décrite comme plus jeune que Manat, et Uzza comme la plus jeune des trois, mais néanmoins peut-être la plus importante pour les Quraysh qui en avaient la charge avec la tribu des Kinānah.
Selon des recherches saoudiennes, il existait dans la région de nombreuses Ka'bas (tawaghit) subsidiaires consacrées chacune à une divinité, auxquelles les fidèles se rendaient certains jours déterminés pour procéder à des rites comprenant entre autres une déambulation circulaire et des sacrifices. Les plus importants semblent avoir été les ka'abas de Allat à Taif, d'Uzza à Nakhlah et de Manat près de Qudayd.